# Aleksej Remizov

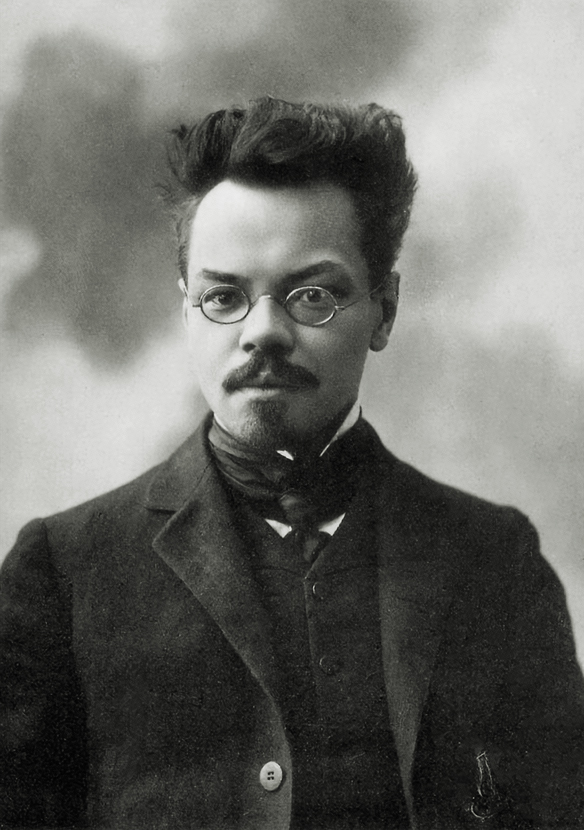
Aleksej Remizov 1909

Aleksej Michailovitsj Remizov (Russisch: Алексей Михайлович Ремизов) (Moskou, 24 juni 1877 – Parijs, 26 november 1957) was een Russisch schrijver.

## Leven
Remizov werd als koopmanszoon geboren en studeerde wiskunde en natuurkunde in Moskou. In 1897 werd hij naar Noord-Rusland verbannen vanwege deelname aan een studentendemonstratie. Tijdens zijn verbanning begon hij te schrijven, verhalen en theaterstukken en in 1900 trouwde hij er met de vertaalster Serafima Dovgello.
Nadat hij in 1905 terugkeerde uit zijn gevangenschap verbond hij zich als medewerker aan het tijdschrift Voprosy zjizni. Verder deed hij pogingen om aan de kost te komen als toneelspeler, maskermaker, schilder, zanger en technicus.
Remizov werd door zijn omgeving als een zonderling gezien, niet in de laatste plaats ook vanwege zijn „demonische“ uiterlijk.
Als schrijver wordt Remizov tot de symbolisten gerekend, welke stroming aan het begin van de 20e eeuw in Rusland sterk opgang maakte. Hij verkeerde onder andere met Aleksandr Blok, Anna Achmatova, Ivan Boenin en Michail Koezmin.
Zijn bekendste roman is „Kruiszusters“, welke ook in het Nederlands werd vertaald (in de reeks "Russische Miniaturen" van Uitgeverij Van Oorschot).
1921 emigreerde Remizov naar Berlijn en in 1923 verhuisde hij naar Parijs (waar hij James Joyce leerde kennen), alwaar hij in 1957 stierf.

## Citaat
Vierde alinea van de eerste bladzijde van "Kruiszusters":
Het is ik meen een jaar of drie geleden dat Glotov zijn wettige echtgenote van de derde etage op de straatstenen gooide, de stakker had een verbrijzelde schedel; het is trouwens geen drie jaar, het zal wel vier jaar geleden zijn, maar dat doet er ook niet toe. Ik ga het helemaal niet over Glotov hebben, maar over Pjotr Alexejevitsj Marakoelin.

## Werken (selectie)
- Het horloge (1904, Russ.: Часы)
- De Dijk (1905, russ.: Пруд)
- Kruiszusters (1910, russ.: Крестовые сёстры)
- De vijfde plaag (1912)